# Cameron Coca-Cola Bottling Company
La Cameron Coca-Cola Bottling Co. était une grande entreprise d'embouteillage de Coca-Cola fondée en 1889 sous le nom de Cameron Flavorings à Washington, en Pennsylvanie. L'entreprise possédait des usines à Washington, Pennsylvanie, Houston, Pennsylvanie, Wheeling, Virginie-Occidentale et Canton, Ohio.
Elle est connue pour un scandale lié au contrat la liant avec des établissements scolaires au milieu des années 1990, avant son rachat et son intégration dans Coca-Cola Enterprises, filiale de la Coca-Cola Company  en 1998.

## Histoire
La société a été fondée en 1889 sous le nom de Cameron Flavorings  à Washington, en Pennsylvanie.
En 1890, elle obtient une franchise de la Coca-Cola Comapny.
La société fonctionnait en achetant le sirop de Coca-Cola, en le mélangeant et en le distribuant dans les zones environnantes.
En 1996, l'entreprise convertit ses installations au gaz naturel grâce à une subvention de 124 000 $ du Département de la protection de l'environnement de Pennsylvanie.
À la fin des années 1990, Cameron Coca-Cola était le 10e plus grand embouteilleur de Coca-Cola et le deuxième plus important embouteilleur de Coca-Cola familial du pays.
En 1997, un scandale éclate en raison des pratiques commerciales de Cameron Coca-Cola avec des administrations scolaires locales. L'entreprise avait  conclu un certain nombre de contrats avec des districts scolaires qu'elle rétribué pour des droits exclusifs de vente de Coca-Cola dans des écoles. Un des accords, signé avec le district scolaire de Hampton Township prévoyait de verser au district 40 000 $ sur sept ans. L'accord avec le district scolaire d'Upper St. Clair Township prévoyait 50 000 $ sur cinq ans. L'accord avec le Quaker Valley School District (en) stipulait que Cameron achète de nouveaux tableaux en déchange de la présence du logo Cameron Coca-Cola sur ces tableaux et les droits de vente dans les écoles. Un autre accord aurait concerné le district scolaire de Woodland Hills.
En 1998, Coca-Cola Enterprises, filiale de la Coca-Cola Company et premier embouteilleur au monde achète Cameron Coca-Cola Bottling,. Cet achat coïncide avec ceux de cinq autres embouteilleurs par Coca-Cola Enterprises pour 770 millions d'USD

### 2008-2009: Tentative de relance dans le vin à Kalama
En 2008, les activités de Cameron ont déménagé à Kalama dans l'État de Washington mais sur le fleuve Columbia près de Portland, Oregon - et a été rebaptisée Cameron Family Glass Packaging LLC, dans le but de produire des bouteilles de vin pour l'industrie du vin dans l'ouest des États-Unis. Là, l'entreprise a construit une usine d'embouteillage de vin. L'usine de 175 000 pieds carrés (16 258 m2) et 109 millions de dollars est devenue la première nouvelle usine de verre construite au pays en plus de 30 ans à produire exclusivement des bouteilles de vin. Elle est devenue la plus grande usine de ce type à être exploitée sur une base «écologique», avec un four électrique utilisant l'hydroélectricité produite par le fleuve Columbia. L'usine a fourni des bouteilles de vin pour un certain nombre de vins de Washington, mais a dû déposer le bilan en 2009 en raison d'une panne de four qui a causé 12 millions de dollars de dommages dans un mois après le démarrage. La production a ensuite repris sous un nouveau propriétaire à la suite d'une vente ordonnée par le tribunal en 2010,.